# Columbiana (Ohio)
Pour les articles homonymes, voir Columbiana.
Columbiana est une ville du Comté de Columbiana, dans l'État de l'Ohio, aux États-Unis d'Amérique.